# Cantalojas (kommun)
Cantalojas är en kommun i Spanien.   Den ligger i provinsen Provincia de Guadalajara och regionen Kastilien-La Mancha, i den centrala delen av landet, 100 km norr om huvudstaden Madrid. Antalet invånare är 159.